# Boulevard Richard-Wallace
Ne doit pas être confondu avec Boulevard Richard-Wallace (Puteaux).
Le boulevard Richard-Wallace est une voie publique, en France, située en bordure du bois de Boulogne et rattachée au 16e arrondissement de Paris.

## Situation et accès
Le boulevard Richard-Wallace commence porte de la Seine et se finit porte de Madrid.
Il est limitrophe de Neuilly-sur-Seine (trottoir nord) et Paris (trottoir sud).
Son côté nord est loti, tandis que son côté sud longe le bois de Boulogne.

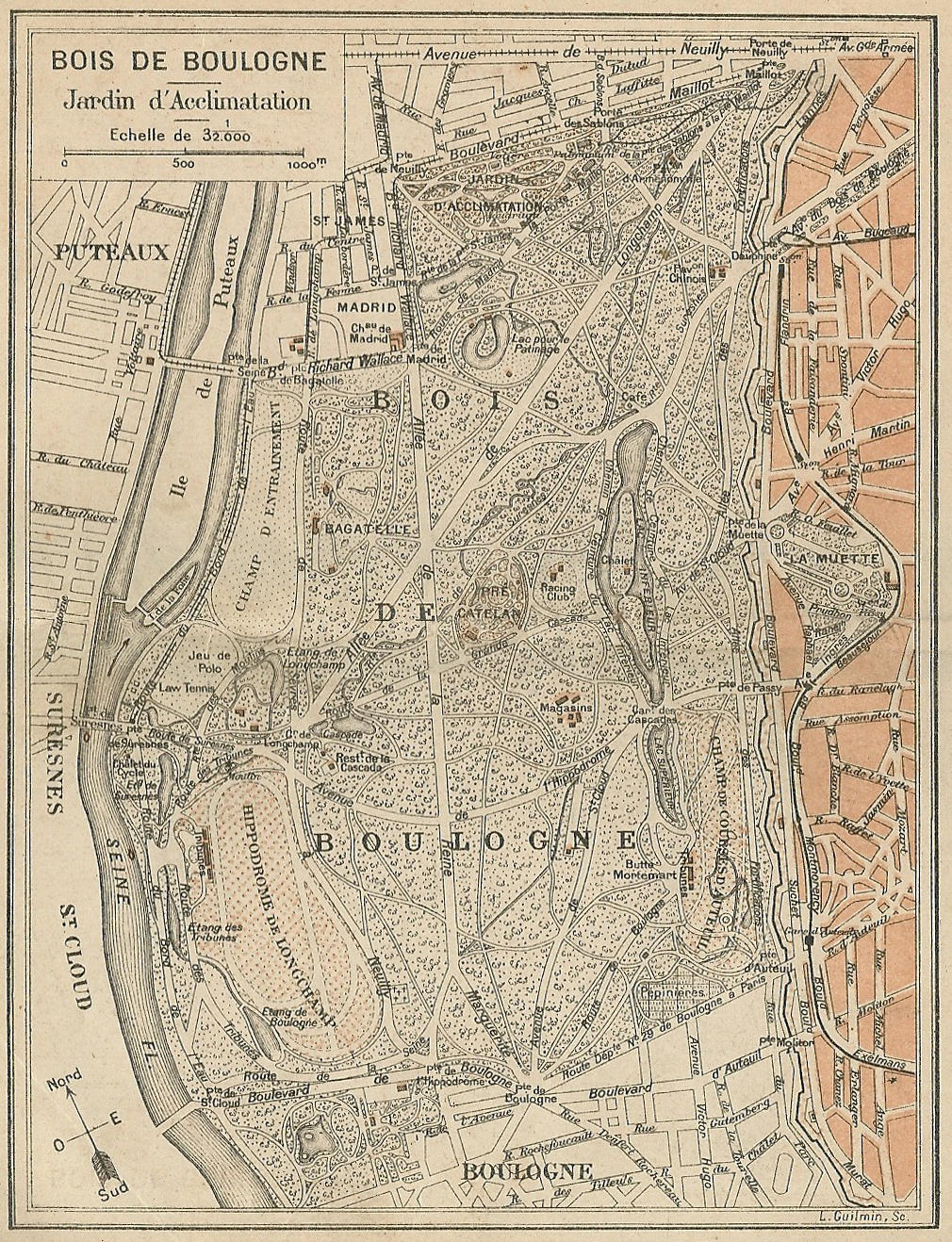
Carte du bois de Boulogne entre 1905 et 1921 (le boulevard est en haut à gauche).
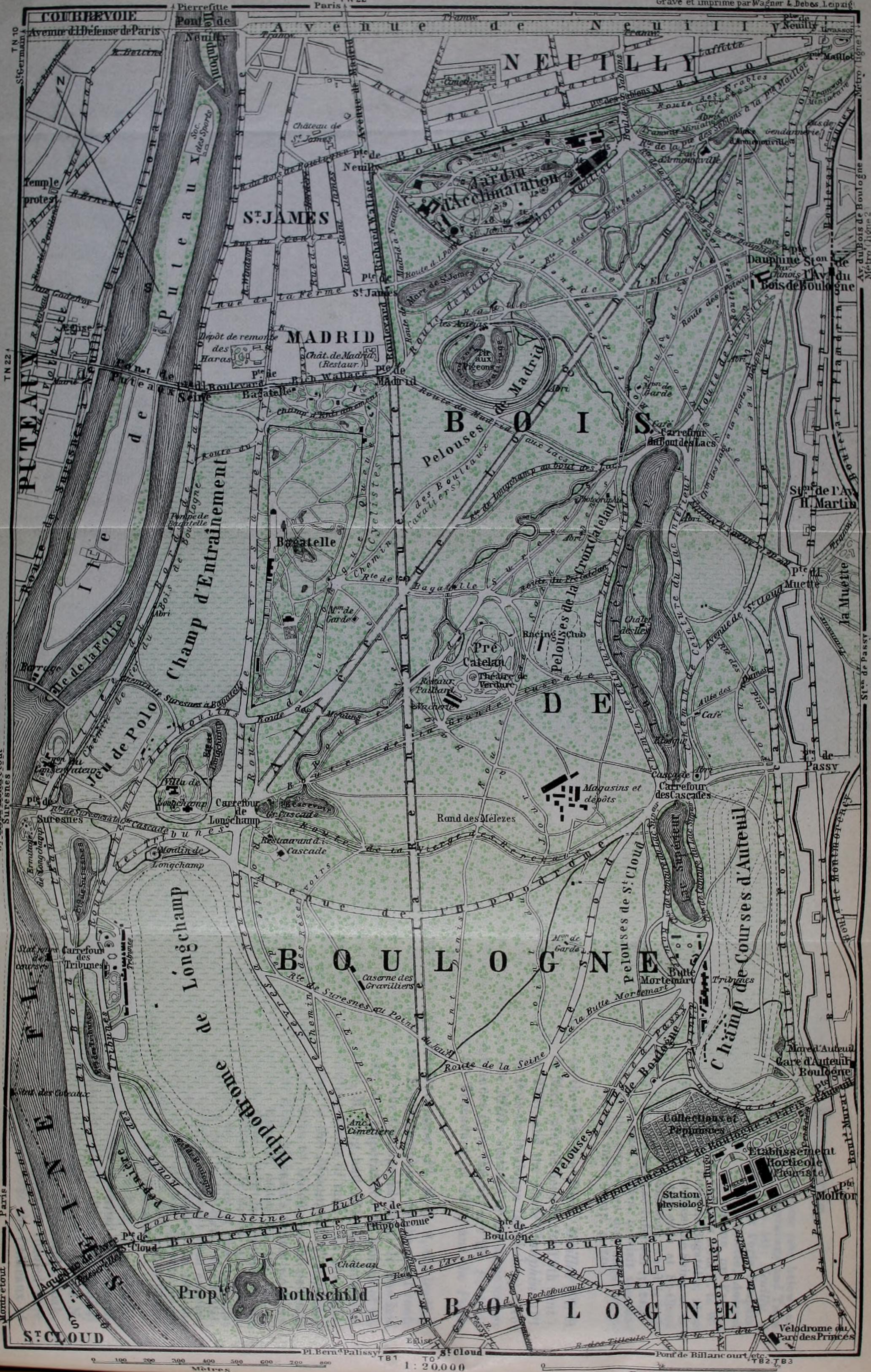
Carte du bois de Boulogne en 1913 (idem).

## Origine du nom

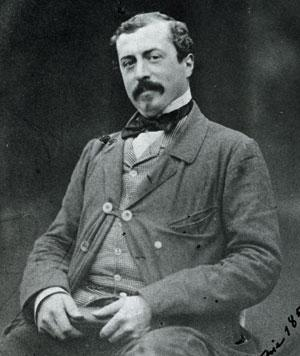
Richard Wallace.

Cette voie porte le nom du philanthrope anglais Richard Wallace (1818-1890), à qui Paris doit les fontaines Wallace et qui vécut dans le château de Bagatelle tout proche.

## Historique

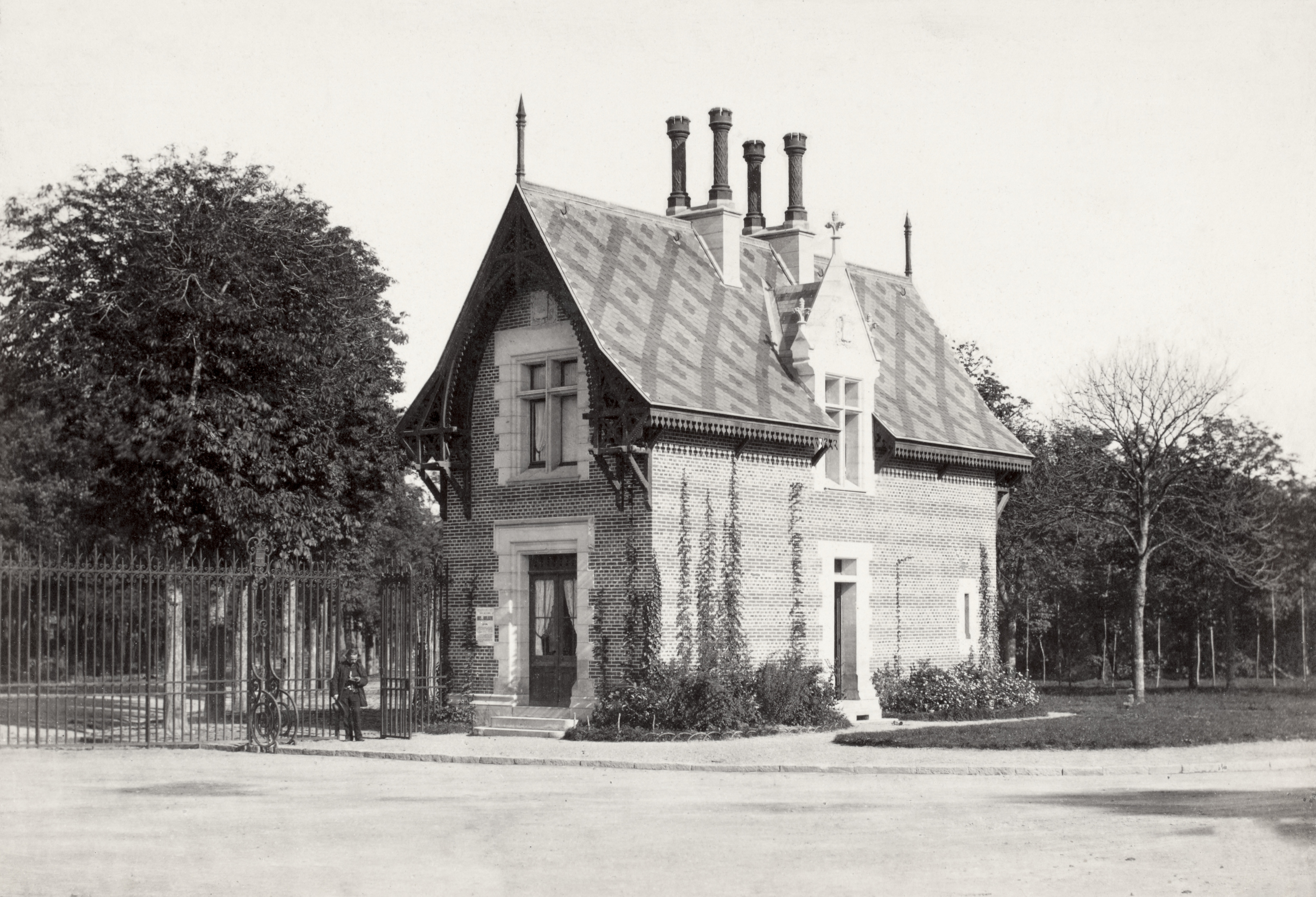
Maison de garde n°VI du bois de Boulogne (réalisée par Gabriel Davioud), porte de Madrid, en bordure de l'actuel boulevard Richard-Wallace, sur une photo de Charles Marville.

La voie a été créée dans le cadre de l'aménagement du bois de Boulogne par Adolphe Alphand sous le Second Empire. Elle se trouve intégralement sur le territoire de la Ville de Paris bien que les bâtiments qui s'élèvent sur son côté nord et auxquels elle donne accès soient sur l'emprise de la commune de Neuilly-sur-Seine.
De l'autre côté de la Seine, à l'ouest, dans le prolongement du pont de Puteaux, dans la commune de Puteaux, se poursuit le boulevard Richard-Wallace.

## Bâtiments remarquables et lieux de mémoire
L'ancien château de Madrid était situé sur l'actuelle commune de Neuilly-sur-Seine, à l'angle du boulevard du Commandant-Charcot et du boulevard Richard-Wallace, correspondant à l'actuelle porte de Madrid. L'immeuble de style néo-Renaissance, dit du Château de Madrid, est construit à son emplacement en 1909.
Le boulevard permet d'accéder à la porte de la Seine, à la porte de Bagatelle et à la porte de Madrid.
En 1935, l'écrivain Georges Simenon s'installe au no 7.

### Libération
Au no 17, une plaque commémorative rend hommage à André de Craponne, né en 1920, aspirant FFI, croix de guerre, tué le 20 août 1944 lors des combats pour la libération de Paris. Diplômé de HEC, il résidait dans le quartier, 80 rue de Longchamp,.
Au croisement avec le boulevard du Commandant-Charcot, deux plaques commémoratives rappellent qu'Émile Hervelin (42 ans) et « deux patriotes » (Paul Bertin, 18 ans, et J. Caussin) y ont été fusillés le 20 août 1944 alors qu'ils venaient en reconnaissance près d'un dépôt de munitions allemand.
Par ailleurs, le 19 août, les résistants Louis Brelet, Jean Chayet et Jean Fouqué sont arrêtés sur le boulevard par des Allemands, alors qu'ils étaient allés en side-car à Suresnes chercher des armes. Ils sont fusillés à proximité, dans le jardin de la villa Windsor. Leurs dépouilles sont ensuite transportées dans un garage situé 20 avenue Bugeaud (Paris), aménagé en poste de la Croix-Rouge,,.

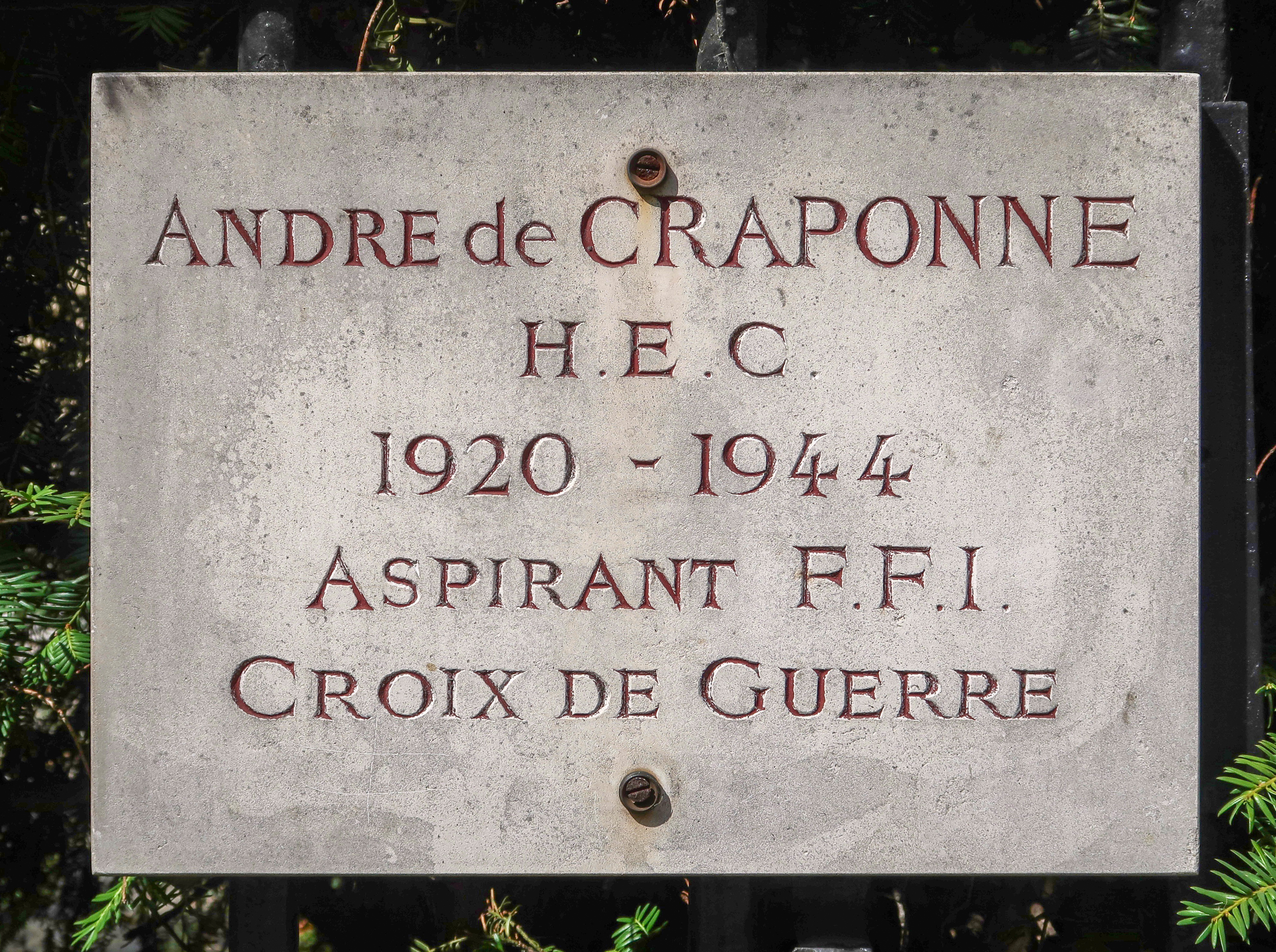
Plaque au no 17.
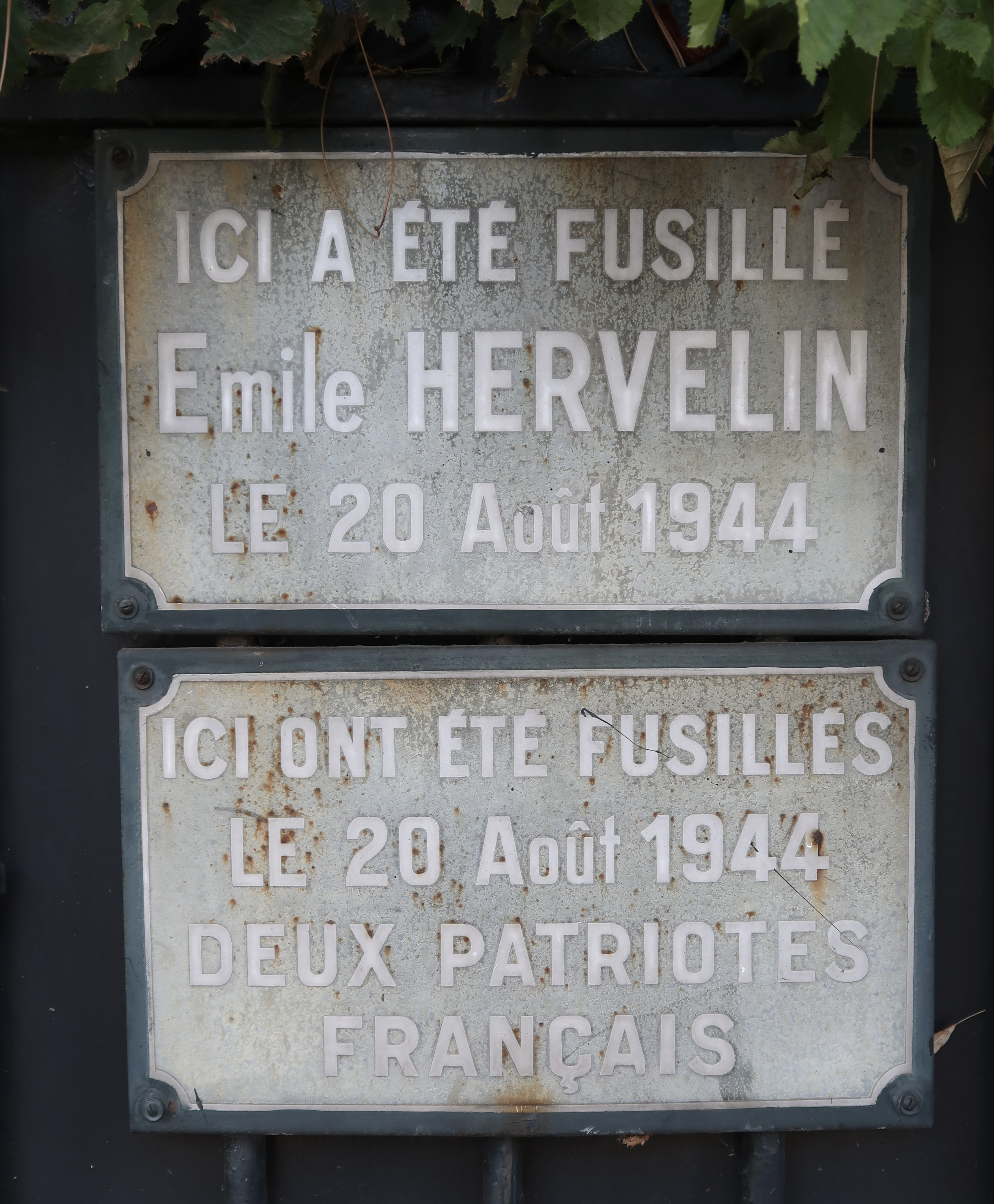
Double-plaque.